# Нижнє Буяново
Нижнє Буя́ново (рос. Нижнее Буяново, чув. Хайпăла) — присілок у складі Шемуршинського району Чувашії, Росія. Входить до складу Малобуяновського сільського поселення.
Населення — 268 осіб (2010; 297 у 2002).
Національний склад:
- чуваші — 99 %